# المسيحية في بوتسوانا

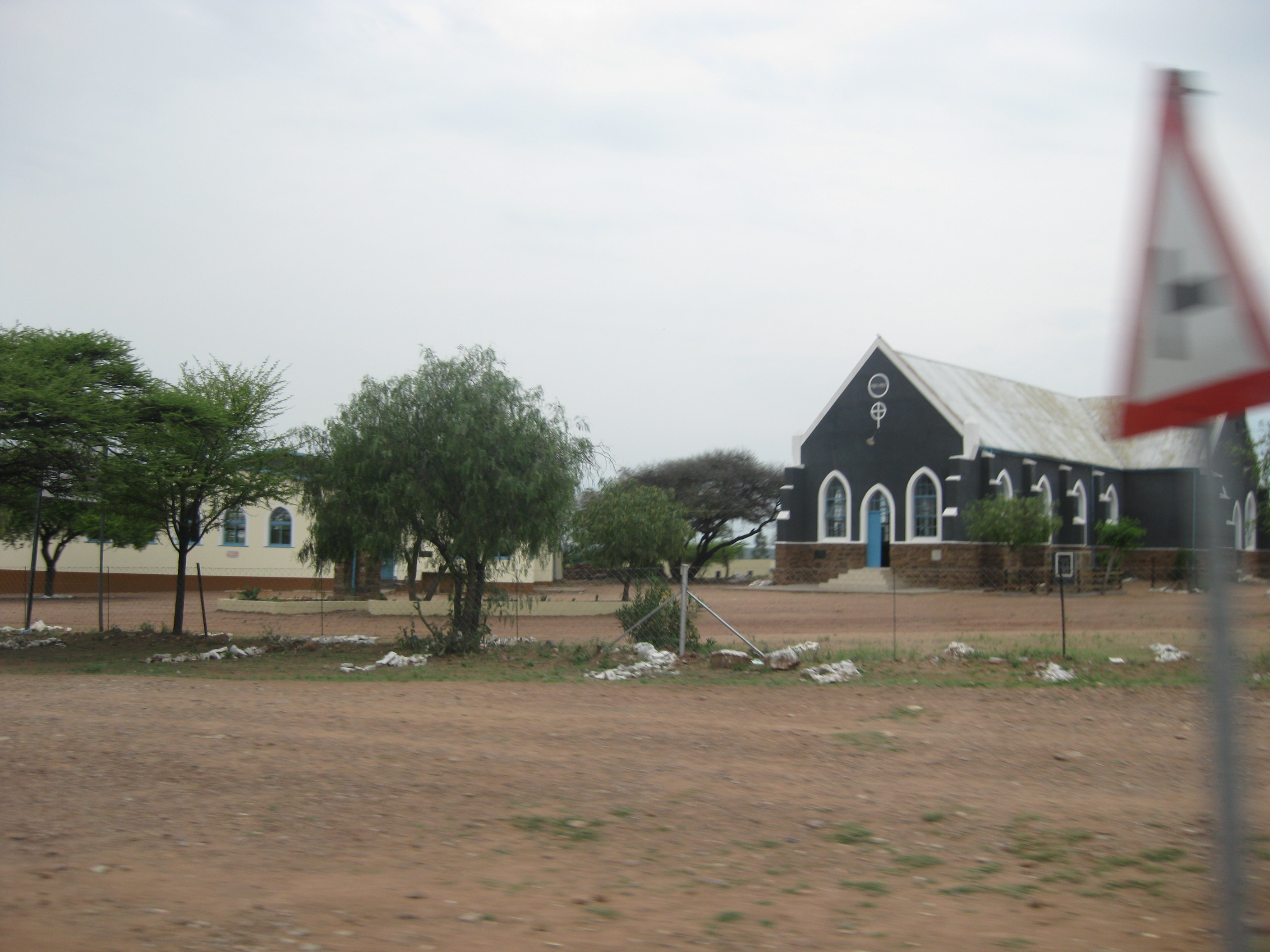
كنيسة في بوتسوانا.

تُشكل المسيحية في بوتسوانا أكثر الديانات انتشاراً بين السكان، وتشير التقديرات إلى أنه أكثر من 70% من سكان بوتسوانا هم مسيحيون، معظم المسيحيين هم أعضاء في الكنائس الانجليكانية والكنيسة المتحدة والكنيسة الميثودية والكنائس الأفريقية المستقلة. حوالي 5% من سكان البلاد هم أتباع الكنيسة الرومانية الكاثوليكية. في الآونة الأخيرة ازداد عدد أتباع الكنائس الخمسينية. غالبيَّة مسيحيي البلاد متدينين وملتزمين دينيًا حيث أن نسب حصور القداس يوميًا مرتفع.
حسب التاريخ فإن أول من جلب المبشرين إلى أرض بوتسوانا كان ديفيد ليفينغستون. ووصلت المسيحية إلى أراضي بوتسوانا في منتصف عقد 1870، مع الحكم الإستعماري. وكانت عملية التحويل للمسيحية سريعة نسبيًا من البلدان المجاورة في أفريقيا الجنوبية، وذلك بسبب تحول رؤساء القبائل الإقليميين إلى المسيحية، مما أدَّى إلى تحول عشائر وجماعات محلية بأكملها إلى المسيحية.

## تاريخ

### الحقبة المبكرة

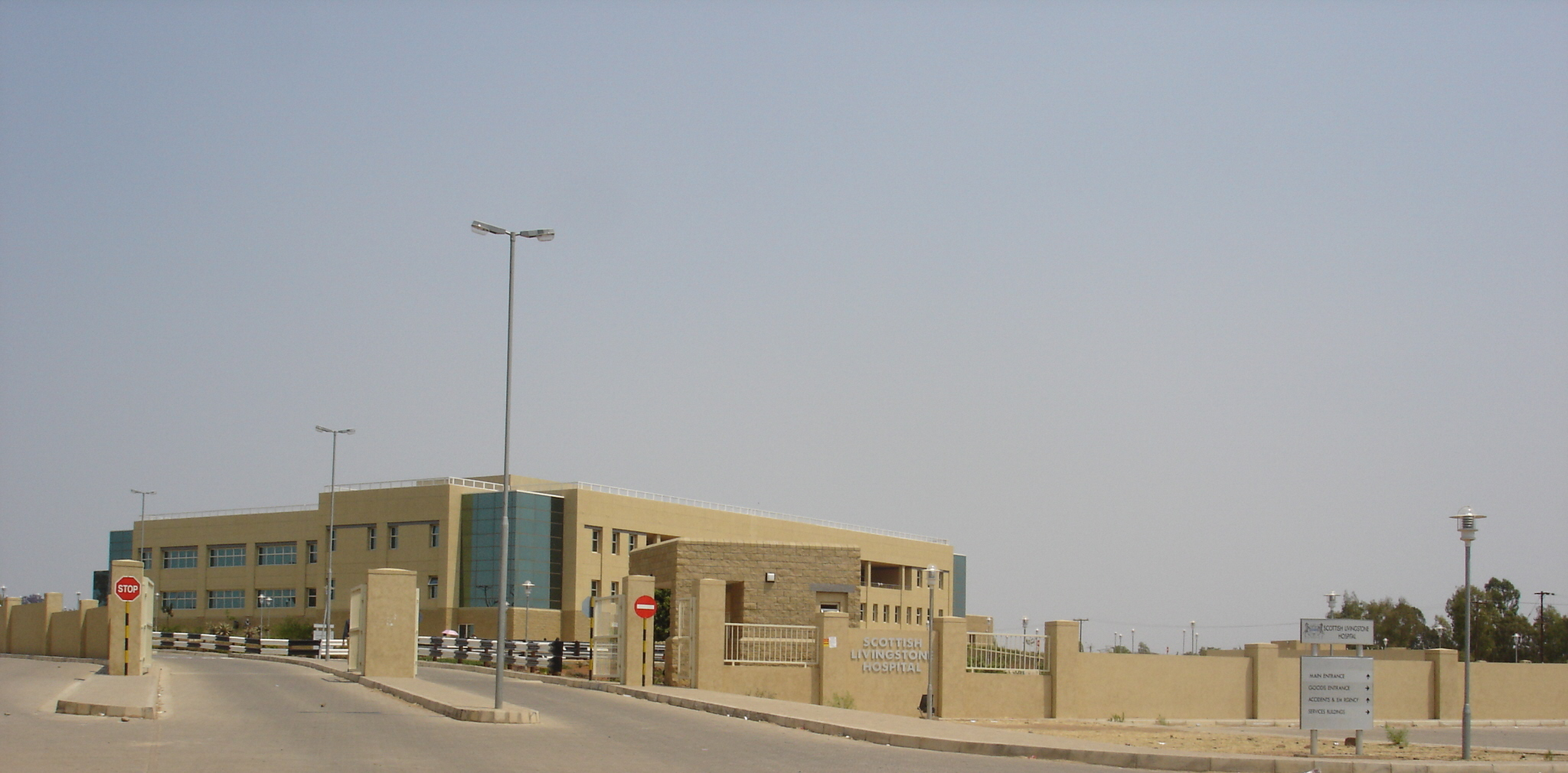
مشفى ليفينغستون الإسكتلندي، بني من قبل الكنيسة المشيخية عام 1933.

وصلت المسيحية إلى أراضي بوتسوانا في منتصف عقد 1870، مع الحكم الإستعماري. وكانت عملية التحويل للمسيحية سريعة نسبيًا من البلدان المجاورة في أفريقيا الجنوبية، وذلك بسبب تحول رؤساء القبائل الإقليميين إلى المسيحية، مما أدَّى إلى تحول عشائر وجماعات محلية بأكملها إلى المسيحية. وكان لاعتناق زعماء القبائل هو لاعتقادهم بأن المبشرين المسيحيين سيساعدونهم على الحصول على أسلحة لمقاومة الأفريكان من الجنوب من أجل المساعدة في النضال الأجانب الإمبرياليين. ويقول بعض الباحثين أن الاتصالات الأولية بين المبشرين المسيحيين وسكان البلاد المحليين حصلت قبل بضعة عقود. بعد وصول المسيحية إلى بوتسوانا، أنشأ المبشرون مدارس مسيحية وحاولوا إنهاء الممارسات القديمة مثل بوغويرا وهي مراسم الرجولة القبليَّة، وبوجالي وهي مراسم سن البلوغ للإنثى، وكلاهما مراسيم قبليّة ارتبطت تقليدياً مع القبول الاجتماعي لإستعداد الشخص للزواج وكذلك الحق في وراثة الممتلكات. واستمرت هذه الممارسات في الرواج في القطاع الخاص، وذلك على الرغم من الجهود التبشيرية لإنهاءها. وشارك المبشرون المسيحيون، وخاصةً من جمعية لندن التبشيرية، سياسياً كمترجمين بين زعماء القبائل والمسؤولين الإستعماريين. وفي البداية لم تسمح السلطات الإستعمارية للبعثات التبشيرية الكاثوليكية العمل في بوتسوانا بين القبائل النحلية وذلك بسبب معارضة المبشرين البروتستانت الذين وصلوا أولاً. وبدأ المبشرون الكاثوليك العمل في بوتسوانا في عام 1928، وقامت الكنيسة الكاثوليكية بحملة لإنشاء المدارس والعيادات.

### الوضع الحالي

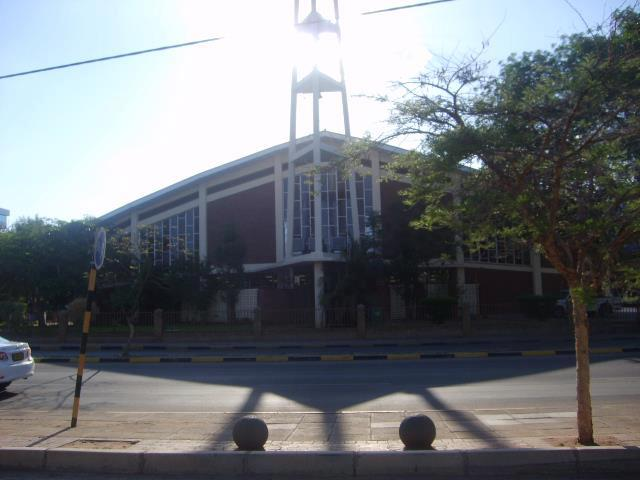
كنيسة كاثوليكية في بوتسوانا.

بعد حصول بوتسوانا على استقلالها في عام 1966 من الحكم الاستعماري للمملكة المتحدة، شغل كبار مسؤولي البعثات المسيحية والقساوسة منصب رؤساء الجمعية الوطنية وكمسؤولين في الحكومة الجديدة. وفي عقد 1970، قام القادة الجدد بمراجعة المناهج المسيحية الإستعمارية في المدارس، وتنقيحها من أجل استعادة القيم التقليدية القائمة على أفكار دينية محلية قبل المسيحية والإنسانية. وتم إعادة عادة بوغويرا وبوجالي. وتبنى القادة الجدد أيضًا سياسة التسامح والحرية الدينية، وهو نهج أستمر في القرن الحادي والعشرين. ومع ذلك، فإن المنهج الدراسي لا يزال إلى حد كبير كما كان خلال الحقبة الإستعمارية مع الصبغة المسيحية والأيديولوجية. حوالي 70% من مواطني بوتسوانا في عام 2001 عرفوا أنفسهم كمسيحيين. وفي عام 2006، نشرت حكومة بوتسوانا تقرير ذكرت فيه أن 63% من مواطنيها كانوا مسيحيين من طوائف مختلفة، وقال حوالي 27% أن دينهم هو "الهي"، وقال حوالي 8% أنه ليس لديهم دين، وقال 2% أنهم من أتباع الديانة الأصلية التقليدية، في حين شكل أتباع المجموعات الدينية الأخرى أقل من 1% من سكان بوتسوانا. ويحمي دستور بوتسوانا حرية الدين، ويسمح للمبشرين والدعاة بالعمل بحرية بعد تسجيلهم لدى الحكومة، ولكن التحول القسري مخالف للقانون. لا يوجد دين للدولة في بوتسوانا. وتعترف بوتسوانا بالأعياد المسيحية فقط كالعطلات الرسمية، وتشمل يوم الجمعة الحزينة وعيد القيامة وعيد الصعود وعيد الميلاد.
معظم مسيحيي البلاد من أتباع الكنائس البروتستانتية، وينتمي معظمهم إلى مذهب الكنيسة الأنجليكانية، والميثودية والأبرشانيَّة. ويليهم أتباع الكنيسة الرومانية الكاثوليكية ويشكلون حوالي 7% من السكان وفقاً لتقديرات مركز بيو للأبحاث عام 2010، وتنقسم الكنيسة الكاثوليكية في بوتسوانا إلى أبرشية غابورون والتي تخدم الجزء الجنوبي من البلاد، وأبرشية فرانسيستاون والتي تخدم الكاثوليك القاطنين بالمناطق الشمالية. وقدرت دراسة من عام 2015 أن حوالي 100 من مسلمي بوتسوانا اعتنقوا المسيحية، وينتمي معظمهم إلى المذهب الإنجيلي. كما تشير مصادر أن التحول إلى المسيحية يزداد بشكل كبير بين الكوريين والصينيين واليابانيين في بوتسوانا. ويحضر غالبية مسيحيي بوتسوانا مدارس مختلطة مختلطة بين الجنسين، ومعظمها من المدارس الحكومية. والمدرسة المسيحية الأكثر شيوعا في بوتسوانا هي كلية القديس يوسف الكاثوليكية في كغال. كما تبث قناة BTV العامة كل يوم من أيام الأسبوع برامج دينية مسيحية قصيرة.